# Ill Repute
Ill Repute är ett amerikanskt hardcoreband, bildat 1981 i Oxnard, Kalifornien. Bandet är känt för att ha populariserat nardcore-soundet.

## Medlemmar
Originalbesättning
- John Phaneuf - sång
- Tony Cortez - gitarr
- Jimmy Callahan - bas
- Carl Valdez - trummor

## Diskografi
Album
- 1984 - What Happens Next
- 1989 - Transition
- 1993 - Big Rusty Balls
- 1997 - Bleed
- 1998 - And Now...

EP
- 1983 - Oxnard - Land Of No Toilets
- 1984 - Halloween Live
- 1987 - Halloween Live Ⅱ
- 1997 - It's Only Fun Till Someone Gets Hurt! (delad EP med Good Riddance)